# Ildefonso Ovejas
Ildefonso (de) Ovejas fue un crítico literario y escritor español del tercio central del siglo XIX.

## Biografía
Muy poco se sabe sobre él. Escribió en El Pensamiento (1841), conocida como "la revista más iconoclasta del romanticismo español", donde también participaban José de Espronceda y Enrique Gil y Carrasco, y en Almacén de Frutos Literarios (1841) y ejerció la crítica literaria en El Heraldo y sobre todo El Correo Nacional (1842), donde defendió la obra de su amigo Antonio Ros de Olano y elaboró una teoría sobre la imaginación como fuente de toda creación literaria que reivindicaba lo fragmentario y lo inacabado como algo ingénito y propio del movimiento romántico. También publicó diversas poesías. Escribió una biografía de su amigo José Zorrilla para las Obras completas de este último que publicó Baudry en París (1837). Adscrito al romanticismo, escribió relatos góticos, de los que al menos uno, "La Atanasia" (1845), en realidad una parodia de Atala de Chateaubriand, aparece recogido en El esqueleto vivo y otros cuentos trastornados. Antología del relato fantástico español del XIX (2001). Dedicado durante un tiempo a la política en la regencia de Baldomero Espartero, retomó su faceta como poeta y publicó algunos poemas ("Ensueños de una virgen", 1845) y relatos en Revista Literaria de El Español, como el ya citado y "Los tres locos" Su poesía, aún mal conocida, es interesante porque anuncia ya a Gustavo Adolfo Bécquer.